# Irving Terjesen
Irving Bernhard Terjesen (Brooklyn, 4 marzo 1915 – Akron, 12 aprile 1990) è stato un cestista statunitense, professionista nella NBL.

## Carriera
Giocò per tre stagioni nella NBL, disputando complessivamente 62 partite con 3,1 punti di media.

## Palmarès
- 2 volte campione NBL (1939, 1940)